# Ernesto Duarte Brito
Ernesto Duarte Brito (* 7. November 1922 in Jovellanos; † 4. März 1988 in Madrid) war ein kubanischer Pianist, Komponist und Bandleader.
Duarte begann seine musikalische Ausbildung in Matanzas und besuchte ab dem 15. Lebensjahr das Konservatorium in Havanna. Er begann ein Studium der Philosophie und Literatur, das er jedoch auf Grund seiner Erfolge als Pianist und Komponist nicht beendete. 1943 wurde er Pianist in Germán Labatards Orquesta Hermanos Lebatard. Später schloss er sich anderen Gruppen, u. a. dem Orquesta Continental und dem Conjunto Colonial an. Für den Sänger Nelo Sosa schrieb er den Song Arrímate cariñito, der in ganz Kuba populär wurde.
Schließlich gründete er ein erfolgreiches eigenes Orchester, für das er komponierte und arrangierte. Diesem gehörten im Laufe der Zeit Musiker an wie Benny Moré, Xiomara Alfaro, Tata Ramos, Rolando Laserie, Natalia Herrera, Inés María Sánchez, Gladyis Antúnez, Raúl Laborde, Matías Tabío, Salvador Levy, Tony Camargo, Amelita Frades, Fernando Álvarez, Fernando González, Pedro Vargas, Nelo Sosa, Rolo Martínez und Celeste Mendoza. Er unternahm drei große Konzertreisen mit seinem Orchester und spielte Aufnahmen bei Gema, Cubaney, Cristal und seinem eigenen Label Duarte ein. 
In den 1960er Jahren ging Duarte nach Madrid. Dort gründete er das Label Duhar, bei dem er Aufnahmen mit seinem Orchester veröffentlichte. Schließlich wurde er Leiter der Musikbüros von RCA Víctor in Madrid.